# Paul François Velly
Pour les articles homonymes, voir Velly.
Paul François Velly (1709-1759) est un homme d'église (abbé, et jésuite), historien et historiographe de France.

## Son œuvre
Il est notamment connu comme premier auteur de :
- Histoire de France depuis l'établissement de la monarchie jusqu'à Louis XIV[1] en sept volumes, ouvrage qu'il a entamé, et qui a été poursuivi après sa mort, et terminé par deux autres auteurs ; Claude Villaret & Jean-Jacques Garnier (1729-1805), avant de paraître à Paris en 1770 ;
- Atlas historique de la France ancienne et moderne illustrant « les conquêtes, les pertes et les succès de la nation »… dit Atlas  de Velly & Villaret illustré de 60 Cartes en couleur – publié en 1765.